# Loepa wlingana
Loepa wlingana är en fjärilsart som beskrevs av Yang 1978. Loepa wlingana ingår i släktet Loepa och familjen påfågelsspinnare. Inga underarter finns listade i Catalogue of Life.